# Bilolo Tambwe
Bilolo Tambwe (ur. 26 kwietnia 1968) – piłkarz z Demokratycznej Republiki Konga występujący na pozycji bramkarza.

## Kariera klubowa
W swojej karierze Tambwe występował w zespole AS Vita Club.

## Kariera reprezentacyjna
W 1994 roku Tambwe został powołany do reprezentacji Zairu na Puchar Narodów Afryki, zakończony przez Zair na ćwierćfinale. Zagrał na nim w meczu z Nigerią (0:2).
W 1996 roku ponownie znalazł się w składzie na Puchar Narodów Afryki. Nie wystąpił jednak na nim w żadnym spotkaniu, a Zair ponownie odpadł z turnieju w ćwierćfinale.